# Hraniční oblast 35 (mobilizace 1938)
Hraniční oblast 35 byla vyšší jednotkou československé armády, v síle divize, působící v době mobilizace v roce 1938 v rámci Hraničního pásma XII a jejím úkolem byla obrana hlavního obranného postavení (HOP) v oblasti Orlických hor od České Čermné až po tvrz Bouda na rozhraní Orlických hor a Jeseníků, kde také bylo rozhraní obranných úseků 1. armády a 2. armády. Celková délka hlavního obranného postavení činila 51 km.
Velitelem formace byl brigádní generál Karel Kutlvašr. Stanoviště velitele se nacházelo ve Vamberku.

## Úkoly Hraniční oblasti 35
Úkolem Hraniční oblasti 35 (HO 35) byla stejně jako v případě sousední HO 34 úporná obrana HOP, které nemělo být za žádnou cenu prolomeno. Obranný úsek HO 35 ale zároveň představoval jednu z nejlépe zabezpečených částí obrany a to díky poměrně krátké délce HOP, která jí byla svěřena a tím i vysoké koncentraci obranných jednotek. Obranné možnosti dále zvyšoval horský terén a linie stálého opevnění. V úseku HO 35 bylo vybetonováno 456 objektů lehkého opevnění (78% z plánovaných) a 73 objektů těžkého opevnění (73 % z plánovaných). Řada objektů však byla dokončena pouze stavebně a nebyla dosud plně bojeschopná. V různém stupni dokončení se nacházely 3 dělostřelecké tvrze (Adam, Hanička, Bouda). Žádná z nich však zatím nedisponovala dělostřeleckou výzbrojí a tak by mohly obranu posílit pouze pěchotními zbraněmi, případně dělostřeleckými bateriemi, provizorně umístěnými před objekty.
Podle dostupných informací nebyl v úseku HO 35 plánován žádný z hlavních nepřátelských úderů.

## Podřízené jednotky
Seznam jednotek:
- pěší pluk 4 (SV Dobruška)
- pěší pluk 30 (SV Rychnov nad Kněžnou)
- hraničářský pluk 19 (SV Žamberk)
- dělostřelecký pluk 35
- dělostřelecká baterie 5, 6, 7, 9/132
- smíšený přezvědný oddíl 35
- ženijní rota 27
- telegrafní prapor 35
- četa tančíků 7 a 8

## Početní stav
- 18 856 mužů (k 4.10.1938)